# ŠKP Košice
El ŠKP Košice es un club eslovaco de waterpolo en la ciudad de Košice, Eslovaquia.

## Historia
El primer partido de waterpolo en Eslovaquia tiene lugar en 1911 jugaron el KAC Košice y el MAK Miskolc. El primer partido importante que jugó el Košice fue frente al VSS Spartak en 1954. 
En 1961 el Košice se convirtió CH Košice (Estrella Roja Košice). Ganó un total de 29  títulos de campeones de la República, en 1965 ocupó el segundo lugar.  Desde 1990 el nombre cambió y dejó de ser el CH Košice para ser el ŠKP Košice.

## Palmarés
- 4 veces campeón de la Liga de Eslovaquia de waterpolo masculino
- 18 veces campeón de la Liga de Checoslovaquia de waterpolo masculino
- 2 veces campeón de la Liga de Checoslovaquia de waterpolo femenino (1990-1992)
- 10 títulos de campeón de waterpolo de Checoslovaquia en juniors
- 32 títulos de campeón de waterpolo de Checoslovaquia en juveniles